# جرمیاسکو
جرمیاسکو (به ایتالیایی: Gremiasco) یک کومونه در ایتالیا است که در استان آلساندریا واقع شده‌است.

## خصوصیات
جرمیاسکو ۱۷٫۴ کیلومترمربع مساحت و ۳۷۰ نفر جمعیت دارد و ۳۹۵ متر بالاتر از سطح دریا واقع شده‌است.